# Самоиндукција
Електрични индуктивитет, индуктивност или индуктивитет (ознака L) је физичка величина која описује својство електричног проводника да се опире промени јачине електричне струје, што је посебно изражено код електричних завојница. Електрични индуктивитет је количник електричног напона индукованог на крајевима електричне завојнице и брзине којом се мења јачина електричне струје у електричној завојници. То је коефицијент пропорционалности између индукованог напона  и брзине промене јачине струје {\displaystyle {dI}/{dt}} кроз проводник:
{\displaystyle U_{i}=-L\cdot {\frac {dI}{dt}}}
Самоиндукција је појава да променљива струја својим променљивим магнетним пољем ствара индуковану струју. Када кроз проводник протиче струја око њега се ствара магнетно поље. Променљива струја ствара магнетно поље чији интензитет магнетне индукције варира, што означава да се мења и флукс. Промена флукса, према Фарадејевом закону означава и стварање индуковане електромоторне силе, односно индуковане струје.
Електрични индуктивитет је физичка величина којом се изражава однос између магнетног тока  обухваћеног (уланченог) електричном струјом у неком колу и јачине те струје {\displaystyle I}: {\displaystyle L={\Phi _{B}}/{I}}. Према Ленцовом закону индуковани напон, или „повратна ЕМС” у колу, има смер којим се супротставља промени струје која га је створила. Промене струје кроз проводник ће реаговати уназад у самом проводнику путем његовог магнетног поља, стварајући обрнути напон који ће се супротставити било каквој промени струје. Индуктивност, {\displaystyle L}, дефинише се као однос између овог индукованог напона, {\displaystyle v}, и брзине промене струје {\displaystyle i(t)} у колу.
{\displaystyle L:=-v\left({di \over dt}\right)^{\!-1}\;\;\Rightarrow \;\;v=-L{di \over dt}}
Овај фактор пропорционалности L зависи од геометријског облика проводничког кола и магнетне пермеабилности оближњих материјала. Индуктор је електронска компонента која додаје индуктивност колу. Обично се састоји од намотаја или спирале од жице. Термин индуктивност је сковао Оливер Хевисајд 1886. године. Уобичајено је да се користи симбол {\displaystyle L} за индуктивност, у част физичара Хајнриха Ленца. У СИ систему, мерна јединица индуктивности је хенри (), што је количина индуктивности коју изазива напон од 1 волта када се струја мења брзином од једног ампера у секунди. Назван је по Џозефу Хенрију, који је открио индуктивност независно од Фарадеја.

## Историја
Историја електромагнетне индукције, аспекта електромагнетизма, почела је са античким запажањима: електричног набоја или статичког електрицитета (створеног трљањем свиле о ћилибару), електричне струје (муња) и магнетне привлачности (магнетна руда). Разумевање јединства ових сила природе и научне теорије електромагнетизма настало је крајем 18. века.
Електромагнетну индукцију је први пут описао Мајкл Фарадеј 1831. године. У Фарадејевом експерименту, он је замотао две жице око супротних страна жељезног прстена. Очекивао је да ће, када струја почне да тече у једној жици, нека врста таласа пролазити кроз прстен и узроковати неки електрични ефекат на супротној страни. Користећи галванометар, он је приметио краткотрајни проток струје у другом намотају жице сваки пут када је батерија била спојена или одвојена од прве завојнице. Ова струја је била изазвана променом магнетног флукса до којег је дошло када је батерија повезана и искључена. Фарадej је пронашао неколико других манифестација електромагнетне индукције. На пример, он је увидео пролазне струје када би брзо померао језгро магнета у и из калема жица, а постојана (једносмерна) струја је била генерисана ротирањем бакарног диска у близини магнетног штапа са клизним електричним проводником („Фарадејов диск”).

## Извор индуктивности
Струја {\displaystyle i} која тече кроз проводник генерише магнетно поље око проводника, што је описано Амперовим законом кола. Укупни магнетни флукс {\displaystyle \Phi } кроз коло је једнак производу нормалне компоненте густине магнетног флукса и површине која обухвата струјни пут. Ако струја варира, мења се магнетни флукс {\displaystyle \Phi } кроз коло. По Фарадејевом закону индукције, свака промена флукса кроз коло индукује електромоторну силу (EMF, {\displaystyle {\mathcal {E}}})) у колу, пропорционалну брзини промене флукса
{\displaystyle {\mathcal {E}}(t)=-{\frac {\text{d}}{{\text{d}}t}}\,\Phi (t)}
Негативан предзнак у једначини указује да је индуковани напон у правцу који се супротставља промени струје која га је створила; ово се зове Ленцов закон. Потенцијал се стога назива повратна EMF. Ако се струја повећава, напон је позитиван на крају проводника кроз који струја улази и негативан на крају кроз који излази, тежећи да смањи струју. Ако се струја смањује, напон је позитиван на крају кроз који струја напушта проводник, тежећи одржавању струје. Самоиндуктивност, која се обично назива само индуктивност, {\displaystyle L} је однос између индукованог напона и брзине промене струје
{\displaystyle v(t)=L\,{\frac {{\text{d}}i}{{\text{d}}t}}\qquad \qquad \qquad (1)\;}
Дакле, индуктивност је својство проводника или кола, због његовог магнетног поља, које тежи да се супротстави променама струје кроз коло. Јединица индуктивности у СИ систему је хенри (H), названа по Џозефу Хенрију, што је количина индуктивности која генерише напон од једног волта када се струја мења брзином од једног ампера у секунди.
Сви проводници имају одређену индуктивност, која може имати или пожељне или штетне ефекте у практичним електричним уређајима. Индуктивност кола зависи од геометрије путање струје и од магнетне пермеабилности оближњих материјала; феромагнетни материјали са већом пермеабилношћу попут гвожђа у близини проводника имају тенденцију да повећају магнетно поље и индуктивност. Свака промена кола која повећава флукс (укупно магнетно поље) кроз коло произведено датом струјом повећава индуктивност, јер је индуктивност такође једнака односу магнетног флукса и струје.
{\displaystyle L={\Phi (i) \over i}}
Индуктор је електрична компонента која се састоји од проводника обликованог да повећа магнетни флукс, да дода индуктивност колу. Обично се састоји од жице намотане у завојницу или спиралу. Намотана жица има већу индуктивност од равне жице исте дужине, јер линије магнетног поља пролазе кроз коло више пута, има вишеструке везе флукса. Индуктивност је пропорционална квадрату броја завоја у калему, под претпоставком пуне везе флукса.
Индуктивност завојнице се може повећати постављањем магнетног језгра од феромагнетног материјала у отвор у центру. Магнетно поље завојнице магнетизује материјал језгра, поравнавајући његове магнетне домене, а магнетно поље језгра се додаје оном од завојнице, повећавајући флукс кроз завојницу. Ово се зове индуктор са феромагнетним језгром. Магнетно језгро може повећати индуктивност завојнице хиљадама пута.
Ако се више електричних кола налази близу једно другом, магнетно поље једног може проћи кроз друго; у овом случају се каже да су кола индуктивно спрегнута. Због Фарадејевог закона индукције, промена струје у једном колу може изазвати промену магнетног флукса у другом колу и тако индуковати напон у другом колу. Концепт индуктивности се у овом случају може генерализовати дефинисањем узајамне индуктивности {\displaystyle M_{k,\ell }} кола {\displaystyle k} и кола {\displaystyle \ell } као односа напона индукованог у колу {\displaystyle \ell } до брзине промене струје у колу {\displaystyle k}. Ово је принцип који стоји иза трансформатора. Својство које описује дејство једног проводника на себе прецизније се назива самоиндуктивност, а својства која описују ефекте једног проводника са променљивом струјом на оближње проводнике се називају узајамна индуктивност.

## Електромагнетна индукција
Електромагнетна индукција је појава да се у завоју проводничке жице ствара (индукује) електрични напон (електромоторна сила) ако се мења магнетни ток што га завој обухвата. Ако променљиви магнетни ток уместо кроз један завој пролази кроз завојницу с N завоја, укупни индуковани напон завојнице ће бити N пута већи, јер се напони свих завоја збрајају. Због тих напона тећи ће и електрична струја ако се завоју или електричној завојници затвори струјно коло. Експерименте о електромагнетној индукцији први је открио М. Фарадеј 1831. и показао како се променом магнетнога тока може добити индуковани напон. Прва је могућност да се завој помиче у магнетном пољу или да се уз завој који мирује помиче магнет, при чему се промена магнетнога тока може сликовито схватити као пресецање магнетних силница електричним проводником завоја. Тако добијени индуковани напон означава се као напон помицања. Без релативног помицања може се у завоју или завојници добити индуковани напон ако је променљиво магнетно поље произведено променљивом струјом. За то је потребна такозвана примарна завојница, у којој тече промјенљива струја (на пример наизменична електрична струја), и уз њу, секундарна завојница, у којој ће промјенљиво магнетно поље индуковати напон. Због међусобног магнетнога деловања примарне завојнице на секундарну, та се појава назива међусобном индукцијом. Како је и завојница која производи променљиви магнетни ток обухваћена силницама властитога тока, у њој ће бити индукован напон самоиндукције.

## Смер индуковане струје
Смер индуковане струје одређује се помоћу Ленцовог правила. Према истом, индукована струја има такав смер да се противи узроку свог настанка, односно промени флукса. Повећање струје означава повећање флукса, индукована струја отуда тежи да га смањи, па је тад смер индуковане супротан од смера протицања номиналне струје. При смањењу вредности номиналне струје (струје извора) флукс се смањује, индукована струја тежи да га повећа, па је тада смер индуковане струје исти као и номиналне.
Самоиндукција има за последицу чињеницу да струја у колу не достиже одмах вредност предвиђену Омовим закон, већ то чини након извесног времена(које је релативно кратко). Исто тако при отварању прекидача у струјном колу, односно прекидом протицања струје извора кроз исто, у колу ће и даље постојати струја настала услед самоиндукције (наравно само извесно време).

## Коефицијент самоиндукције
Како би био описан појам самоиндукције уводи се појам коефицијента самоиндукције. Обележава се са L. За дати проводник при непроменљивим условима он је константа.

### Опште карактеристике
Мерна јединица преко које се коефицијент самоиндукције изражава у Си-систему је H (хенри). У питању је величина која зависи од облика проводника и средине. За праволинијски проводник она је мала, али је ипак присутна, док је за соленоид знатно већа. Убацивањем гвозденог језгра у соленоид расте његов коефицијент самоиндукције, пошто је гвожђе феромагнетик.
Пошто се флукс у зависности од јачине струје мења по обрасцу:
{\displaystyle \Phi ={LI}}
његова промена је:
{\displaystyle {\Delta \Phi }={{L}{\Delta I}}}
Дељењем ове једнакости са временом, користећи притом Фарадејев закон долазимо до обрасца за електромоторну силу самоиндукције:
{\displaystyle {\mathcal {E}}_{i}=-L{\frac {dI}{dt}}}.
Коефицијент самоиндукције је својеврсни еквивалент масе у механици. Уопште, самоиндукција је аналогна са инерцијом, па је отуда присутна та упоредивост.
Коефицијент самоиндукције се користи и за математичко изражавање енергије магнетног поља. Следећи претходно наведену аналогију између самоидукције и инерције, упоређивањем са обрасцем за кинетичку енергију долази се до формуле:
{\displaystyle W={\frac {LI^{2}}{2}}}.

### За завојницу
За завојницу (калем) вредност коефицијента самоиндукције изражавамо преко формуле:
{\displaystyle \displaystyle L={{\mu _{0}N^{2}S} \over {l}}.},
где је {\displaystyle \mu _{0}}-магнетна пермеабилност вакуума, S - површина попречног пресека, а l-дужина калема.
Претходно наведена формула важи само у вакууму, док за друге средине потребно десну страну исте помножити са релативном пермеабилношћу дате средине. Ова формула потврђује да коефицијент самоиндукције зависи само од средине у којој се налази и свог облика, као што је претходно наведено.

## Индуктивни отпор
У колу наизменичне струје присуство елемента индуктивног отпора, односно завојнице, доводи до појаве фазне разлике. Напон на завојници жури у односу на струју за угао од π/2. Самоиндукцију овде можемо сматрати извесним отпора, који називамо индуктивним отпором. Он може бити компензован од стране капацитативног отпора, и тада је импеданса кола једнака термогеном отпору и коло је у резонанцији и фазна разлика између струје и напона је једнака нули. Индуктивни отпор се обично обележава са {\displaystyle X_{L}}. Као и термогени отпор мери се у омима.
Он се рачуна преко формуле:
{\displaystyle X_{L}}=2π{\displaystyle \nu }L,
где је {\displaystyle \nu } фреквенција.